# Vranov, Brno-venkov
Vranov là một làng thuộc huyện Brno-venkov, vùng Jihomoravský, Cộng hòa Séc.